# Ducato di Salisburgo
Il Ducato di Salisburgo fu una provincia dell’Impero austriaco derivata dalla secolarizzazione del Principato arcivescovile di Salisburgo.

## Storia

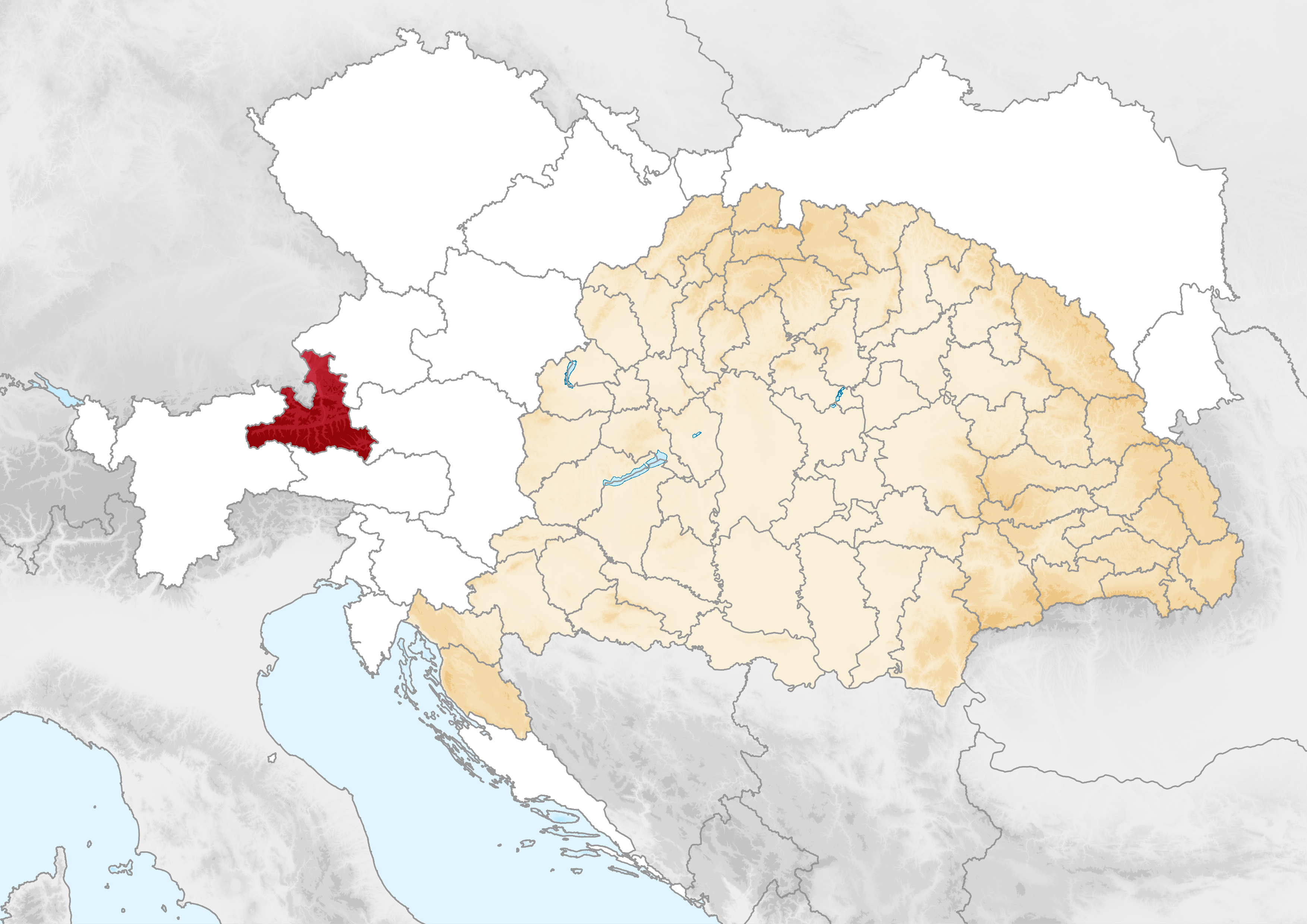
Il Granducato di Salisburgo all'interno dell'Impero austro-ungarico nel 1914

Dopo la Pace di Presburgo del 1805 Salisburgo passò all'Austria e Ferdinando III di Toscana venne ricompensato con il Granducato di Würzburg, mentre Eichstätt e Passavia passarono alla Baviera. Con il Trattato di Schönbrunn del 1809 passò alla Francia e dal 1810 alla Baviera.
Dopo la Pace di Parigi del 1814, la città e l'area dell'ex arcivescovato ritornò all'Austria, ad eccezione di Rupertiwinkel, che rimase territorio bavarese. Nel 1824 venne ricostituita l'arcidiocesi, ma non il principato secolare ad essa anticamente legato. Il formale titolo di Duca di Salisburgo venne mantenuto dagli imperatori d'Austria sino alla caduta della monarchia nel 1918.

## Duchi di Salisburgo
- 1806-1809: Francesco
  - (1809-1810: Occupazione francese)
  - (1810–1816: Massimiliano I di Baviera governatore generale del salisburghese, con vicegovernatore il principe ereditario Ludovico)
- 1816-1835: Francesco (seconda volta)
- 1835-1848: Ferdinando II
- 1848–1916: Francesco Giuseppe
- 1916–1918: Carlo

Termine della monarchia asburgica